# Carl Edward Bailey
Carl Edward Bailey (8 de Outubro de 1894 – 23 de Outubro de 1948) foi o 31° Governador do Arkansas de 1937 até 1941.

## Primeiros anos
Bailey nasceu em Bernie, no Condado de Stoddard, no sudeste do Missouri. Estudou em escolas públicas e formou-se no colégio em Campbell, Missouri, em 1912.
Bailey esperava estudar na Universidade do Missouri, em Columbia, mas não conseguiu garantir o financiamento. Em 1915, estudou na Chillicothe Business College, onde estudou contabilidade e auditoria.
Bailey trabalhou por um tempo como guarda-freio de ferrovia no Texas e mais tarde abriu uma cafeteria em Campbell. Também exerceu como ajudante-coletor de impostos no Condado de Dunklin, Missouri.
Em 1917, mudou-se para Weona, no Condado de Poinsett, Arkansas, e trabalhou como caixa em Weona, na cidade vizinha de Trumann e mais tarde em Augusta, Arkansas.

## Estudos e advocacia
Bailey estudou direito e foi aceito na Ordem do Arkansas em 1923 e abriu uma advocacia em 1925. Exerceu como vice-procurador no Sexto Distrito Judicial do Arkansas de 1927 até 1931.
Bailey tornou-se procurador e exerceu nesse cargo de 1931 até 1935. Em 1934, foi eleito para o cargo de procurador-geral do Arkansas e exerceu um mandato de dois anos. Em 1936, o mafioso Lucky Luciano foi preso em Hot Springs e ofereceu um suborno ao Procurador-Geral Bailey no valor de 50.000 dólares se Bailey não o extraditasse para Nova York. Bailey recusou o suborno.

## Carreira política
Em 1936, Bailey foi eleito para o primeiro de seus dois mandatos como governador. Nas eleições gerais, Bailey derrotou com facilidade o Republicano Osro Cobb, que representara o Condado de Montgomery na Câmara dos Representantes do Arkansas, de 1927 até 1930.
Cobb conduziu uma campanha ativa, tendo enfatizado que nasceu no Arkansas, enquanto Bailey, nascido no Missouri, era um "homem do norte". Cobb havia proposto a criação de um segundo parque nacional no estado na Floresta Nacional Ouachita entre Little Rock e Shreveport, Louisiana, mas a medida foi vetada pelo Presidente dos EUA, Calvin Coolidge. Bailey recebeu 156.852 votos (85,4%) contra os 26.875 votos de Cobb (14,6%). Cobb lembrou que após a eleição:

muitas pessoas ligaram, visitaram e reclamaram  [sic] por acharem que um número considerável de votos para mim não havia sido contado. Provavelmente isso aconteceu, mas até que ponto ninguém pode ter certeza. Também prejudicou a campanha presidencial de meu amigo, o Governador Alf Landon, do Kansas. Isso reforçou minha convicção de que era absolutamente necessário que os direitos do partido minoritário fossem protegidos nas eleições através da nomeação de juízes e secretários.
Após a Segunda Guerra Mundial, uma lei iniciada exigia representação Republicana em todos os distritos e em conselhos de apuração. Sem essa medida, especulou-se que os Republicanos nunca poderiam superar os obstáculos que enfrentavam na tentativa de criar um bipartidarismo no Arkansas.
O vice-governador de Bailey também foi chamado de "Bailey" (Robert L. Bailey). O governo de Bailey construiu uma biblioteca e um sistema de aposentadoria e criou a primeira estação experimental agrícola do estado em Batesville. Durante seu mandato, o Departamento de Bem-Estar Público foi fundado e o Arkansas tornou-se elegível para programas federais de bem-estar. Bailey apoiou os projetos do New Deal do Presidente dos EUA, Franklin Delano Roosevelt. Durante o mandato de Bailey, a Polícia Estadual do Arkansas foi criada e as primeiras leis de serviço público no Sul dos EUA foram promulgadas.
Depois que o Senador dos EUA Joseph Taylor Robinson morreu no cargo em 1937, Bailey tentou assumir a vaga. Foi escolhido como candidato Democrata pela convenção do partido do estado, que controlava. No entanto, havia prometido, ao se candidatar a governador, que colocaria essas candidaturas em votação do povo. Os opositores políticos do Partido Democrata concorreram com um candidato "independente", que criticou a promessa não cumprida de Bailey. Bailey perdeu a eleição por uma grande margem para John E. Miller.
Por uma diferença de 91,4 a 8,6%, Bailey ganhou seu segundo mandato como governador nas eleições gerais de 1938 sobre o Republicano Charles F. Cole, de Batesville. Em 1940, Bailey tentou um terceiro mandato consecutivo como governador, mas perdeu para o rival interno Homer Martin Adkins.
Depois de deixar o governo, exerceu como lobista de um sindicato ferroviário e ensinou direito na Faculdade de Direito da Universidade do Arkansas, em Fayetteville. Em 1942, fundou a Carl Bailey Company, uma franquia da International Harvester, que vendia máquinas agrícolas inovadoras. Bailey permaneceu ativo na política e continuou a exercer alguma influência. Em 1944, J. William Fulbright, um congressista de Fayetteville e ex-presidente da Universidade do Arkansas, que havia sido demitido pelo Governador Adkins, opôs-se a Adkins por uma vaga no Senado dos EUA. Bailey apoiou Fulbright, que derrotou Adkins e outros dois oponentes e exerceu até sua própria derrota em 1974 pelo colega Democrata Dale Bumpers.

## Morte e legado
Bailey morreu de ataque cardíaco no dia 23 de Outubro de 1948 em Little Rock.
A Universidade do Arkansas mantém uma bolsa de estudos para a faculdade de direito em seu nome.